# L'assassino è costretto ad uccidere ancora
L'assassino è costretto ad uccidere ancora è un film del 1975 diretto da Luigi Cozzi.

## Trama
Giorgio Mainardi, un architetto indebitato e adultero, progetta di uccidere la ricca moglie Norma ricattando un assassino professionista. L'architetto progetta in dettaglio il piano criminale e si costruisce anche un alibi. Portato a termine l'omicidio, compiuto dentro la casa di Mainardi che aveva avvisato la moglie di attendere un uomo per un incontro di lavoro, l'assassino viene però ostacolato da una coppia di giovani in cerca di emozioni, Luca e Laura, che gli rubano l'automobile con il corpo di Norma nel bagagliaio senza saperlo.
Mentre la polizia comincia a sospettare l'architetto, l'assassino riesce a scovare la coppia in una casa diroccata in riva al mare. Qui trova Laura rimasta da sola, e la violenta. Nel frattempo Luca incontra un'avvenente ragazza bionda ferma per strada a causa di un guasto all'auto; il ragazzo le offre un passaggio e consuma con lei anche un fugace rapporto sessuale convincendola a seguirlo. Al loro rientro Luca vede un'auto parcheggiata e intuisce la presenza di qualcuno: il ragazzo entra ma resta privo di sensi dopo una colluttazione con l'assassino, mentre la ragazza è stata legata e imbavagliata.
Quindi l'assassino raggiunge l'auto che gli era stata rubata. Qui incontra la ragazza bionda che intanto ha scoperto la presenza del cadavere nel bagagliaio, con l'inganno la convince ad entrare in casa e la uccide a coltellate. Laura alla fine riesce a liberarsi approfittando del fatto che l'assassino si era allontanato per ripulirsi le mani imbrattate di sangue e ad ucciderlo. Alla fine Laura e Luca denunciano alla polizia i fatti accaduti; Giorgio viene quindi arrestato mentre cerca di liberarsi del cadavere della moglie.

## Produzione
Originariamente intitolato Il Ragno, il film approdò sugli schermi cinematografici con due anni di ritardo a causa di problemi legati alla censura per scene di violenza e di sesso; alla sua uscita in forma tagliata ne fu cambiato il titolo. L'intento della produzione era quello di realizzare, ispirandosi al romanzo di Giorgio Scerbanenco Al mare con la ragazza, un'estensione dell'episodio Il vicino di casa diretto dallo stesso Cozzi all'interno della miniserie televisiva La porta sul buio.